# Maria Mutolaová
Maria de Lurdes Mutolaová (* 27. října 1972, Maputo) je bývalá mosambická atletka, jejíž specializací byl běh na 800 metrů.
Šestkrát reprezentovala na letních olympijských hrách. Největšího úspěchu dosáhla na olympiádě v Sydney v roce 2000, kde se stala olympijskou vítězkou. O čtyři roky dříve vybojovala na hrách v Atlantě bronz. Je také trojnásobnou mistryní světa a sedminásobnou halovou mistryní světa. Ve sbírce má i dvě zlaté a jednu bronzovou medaili z her Commonwealthu.
25. srpna 1995 v Bruselu zaběhla nový světový rekord v běhu na 1000 metrů, jehož hodnota byla 2:29,34. 23. srpna 1996 rekord o 36 setin sekundy vylepšila Ruska Světlana Mastěrkovová. Od 25. února 1999 drží výkonem 2:30,94 halový světový rekord v běhu na 1000 metrů.

## Osobní rekordy
- hala – 1:57,06 – 21. února 1999, Liévin
- dráha – 1:55,19 – 17. srpna 1994, Curych